# Красный Рог (Выгоничский район)
Красный Рог — посёлок в Выгоничском районе Брянской области, в составе Хмелевского сельского поселения. Расположен в 25 км к юго-западу от пгт Выгоничи, в 12 км к западу от деревни Хмелево, в 6 км к северу от села Красный Рог Почепского района. Население — 597 человек (2010), крупнейший населённый пункт своего сельского поселения. Имеется отделение связи, библиотека.

## История
Возник при расположенной здесь одноимённой железнодорожной станции на линии Брянск—Гомель (названа по селу Красный Рог, движение открыто в 1887 году); первоначально входил в Краснорогскую волость Мглинского (с 1918 — Почепского) уезда.
До 1965 года входил в Краснорогский, Граборовский сельсовет; в 1965—2005 образовывал самостоятельный (Краснорогский 2-й, с 1977 — Краснорогский) сельсовет.
С 1929 до 1977 года находился в Почепском районе; с 1977 года в Выгоничском районе.
| Годы      | 1901 | 1917 | 1926 | 1979 | 1989 | 2002 | 2010 |
| --------- | ---- | ---- | ---- | ---- | ---- | ---- | ---- |
| Население | 91   | 30   | 252  | 1148 | 861  | 654  | 597  |